# Chaetonerius alboniger
Chaetonerius alboniger är en tvåvingeart som beskrevs av Willi Hennig 1937. Chaetonerius alboniger ingår i släktet Chaetonerius och familjen Neriidae. Inga underarter finns listade i Catalogue of Life.